# Эффект О’Коннелла
Эффект О'Коннелла (англ. O'Connell effect) — асимметрия в фотометрической кривой блеска некоторых тесных затменных двойных звёзд. Эффект назван в честь астронома Д.Дж.К. О'Коннелла из Колледжа Ривервью в Новом Южном Уэльсе. О'Коннелл в 1951 открыл это явление и отличил его от так называемого эффекта периастра, ранее описанного исследователями; эффект О'Коннелла наблюдается не только в периастре, когда приливное взаимодействие и излучение компонентов может повышать общую светимость.

## Эффект
Максимум блеска объекта вне затмения у некоторых двойных звёзд необычно высок. Это противоречит ожиданиям того, что наблюдаемая светимость затменной двойной будет такой же, когда компоненты поменяются местами спустя половину периода. Максимум, следующий за главным минимумом, почти всегда выше, чем предшествующий минимуму. Такое явления называется положительным эффектом О'Коннелла, обратный случай называют отрицательным эффектом О'Коннелла. Разница усиливается с ростом эллиптичности звезд, различия в размерах и плотности. Также наблюдаются различия в спектре между последующими максимумами.

## Попытки объяснения
В некоторых системах, в которых наблюдалось явление, таких как CG Лебедя, XY Большой Медведицы или YY Эридана различие светимости между последовательными минимумами и максимумами оказывается переменной, в других случаях — относительно постоянной величиной. Более того, оно наблюдалось в различных конфигурациях, таких как контактные, полуразделённые и близкие к контакту системы. Такие разные условия усложняют объяснение и подразумевают, что за эффект могут быть ответственными различные механизмы. Было предложено несколько причин явления: асимметричное распределение звёздных пятен, столкновение с газовым потоком между компонентами системы или поток околозвёздного вещества, асимметрично отклоняемый из-за наличия силы Кориолиса.

## Примеры
Эффект О'Коннелла наблюдался также в двойной системе W Южного Креста, RT Ящерицы, CX Большого Пса, TU Южного Креста, AQ Единорога, DQ Парусов и CG Лебедя.